# AukcYon
AukcYon (rusky АукцЫон) je ruská hudební skupina, která ve své tvorbě využívá vlivy alternativního rocku, jazzu, východoevropského folklóru i reggae, její pódiová stylizace je inspirována dadaistickými kabarety. Skupina zhudebňuje poezii Velemira Chlebnikova, spolupracovala také s performerem Vladimirem Vesjolkinem nebo avantgardním básníkem a hudebníkem Alexejem Chvostěnkem, známým pod pseudonymem Chvost.
Skupinu založil v roce 1978 v Leningradě patnáctiletý zpěvák a kytarista Leonid Fjodorov. Původně se jmenovala Faeton, pak se přejmenovala na Aukcion („Aukce“) a od roku 1983 vystupovala v Leningradském rockovém klubu na Rubinštejnově ulici. Později nový bubeník Boris Šavejnikov napsal jméno skupiny omylem s tvrdým Y, to se ostatním členům zalíbilo a pravopisnou chybu v názvu zvýraznili velkým písmenem.
Skupina vystupuje v Rusku i v zahraničí, na jejím albu Девушки поют hostovali Marc Ribot, Ned Rothenberg, Frank London a John Medeski.

## Diskografie
- Вернись в Сорренто (1986)
- Как я стал предателем (1989)
- В Багдаде всё спокойно (1989)
- Жопа (1990)
- Бодун (1991)
- Птица (1994)
- Это мама (2002)
- Девушки поют (2007)
- Юла (2011)
- На Солнце (2016)